# Goal! (datorspel)
Goal! är ett fotbollsspel från 1988, publicerat av Jaleco till Nintendo Entertainment System. Man kan spela ensam mot datorn, eller mot en kompis. Det släpptes i Japan som Moero 5!! Pro Soccer.

## Spelet
Spelet har fyra olika inriktningar: World Cup, Tournament, Shoot Competition, eller Vs. Mode. Spelet går ut på att vinna genom att göra flest mål.
- I World Cup, väljer man ett landslag för att slå sig fram till finalen. Lagen är:
- I Tournament väljer man ett av åtta amerikanska lag och spelar i en utslagsturnering.
- I Shoot Competition väljer man en av tre spelare och försöker göra så många mål på fem straffsparkar som möjligt.
- I Vs. Mode spelar två kompisar mot varandra.
- I League, väljer man ett landslag för att slå sig fram till finalen. Lagen är:

När man är två och spelar World Cup eller Tournament, kan man spela med samma lag mot varandra.
Spelet fick sedan uppföljare, som Goal! 2 till NES, Goal! (Super NES) (som i Europa släpptes som Super Goal! för att skilja det från det ursprungliga spelet) och Super Goal! 2 (SNES), vilket i Japan släpptes som Takeda Nobuhiro no Super Cup Soccer.